# Bachia talpa
Bachia talpa (бахія Ратвена) — вид ящірок родини гімнофтальмових (Gymnophthalmidae). Ендемік Колумбії.

## Поширення і екологія
Бахії Ратвена мешкають на північних і східних схилах гір Сьєрра-Невада-де-Санта-Марта на півночі Колумбії, можливо, в сусідніх районах Венесуели. Вони живуть в сухих тропічних лісах, на висоті до 600 м над рівнем моря.